# 赤水蕈树
赤水蕈树（学名：Altingia multinervis），为金缕梅科蕈树属下的一个植物种。